# Троїцька сільська рада (Новгород-Сіверський район)
Тро́їцька сільська́ ра́да — адміністративно-територіальна одиниця та орган місцевого самоврядування в Новгород-Сіверському районі Чернігівської області. Адміністративний центр — село Троїцьке.

## Загальні відомості
Кіровська сільська рада утворена у 1932 році.
- Територія ради: 98,787 км²
- Населення ради: 1 184 особи (станом на 2001 рік)

## Населені пункти
Сільській раді підпорядковані населені пункти:
- с. Троїцьке
- с. Стахорщина
- с. Форостовичі

## Склад ради
Рада складається з 12 депутатів та голови.
- Голова ради: Прачик Василь Іванович
- Секретар ради: Лось Марія Анатоліївна

### Керівний склад попередніх скликань
| Прізвище, ім'я, по батькові | Основні відомості                                                                       | Дата обрання | Дата звільнення |
| --------------------------- | --------------------------------------------------------------------------------------- | ------------ | --------------- |
| Басос Віталій Іванович      | Сільський голова, 1950 року народження, безпартійний                                    | 26.03.2006   | 13.01.2010      |
| Прачик Василь Іванович      | Сільський голова, 1967 року народження, освіта середня спеціальна, член Партії регіонів | 31.10.2010   |                 |

Примітка: таблиця складена за даними сайту Верховної Ради України

### Депутати
За результатами місцевих виборів 2010 року депутатами ради стали:

#### За суб'єктами висування
| Суб'єкт висування | Кількість обраних депутатів | %    |
| ----------------- | --------------------------- | ---- |
| Самовисування     | 11                          | 91,7 |
| Єдиний Центр      | 1                           | 8,3  |

#### За округами
| № округу      | Прізвище, ім'я, по батькові   | Дата визнання обраним | Освіта           | Партійна приналежність | Відомості про обраного депутата                                   |
| ------------- | ----------------------------- | --------------------- | ---------------- | ---------------------- | ----------------------------------------------------------------- |
| Єдиний Центр  |                               |                       |                  |                        |                                                                   |
| 7             | Галушко Наталія Григорівна    | 04.11.2010            | середня          | член Єдиного Центру    | Кіровський фельдшерсько-акушерський пункт, молодша медична сестра |
| Самовисування |                               |                       |                  |                        |                                                                   |
| 1             | Доборович Валентина Василівна | 04.11.2010            | незакінчена вища | позапартійна           | Кіровська загальноосвітня школа І-ІІ ст., вчитель                 |
| 2             | Павлюк Оксана Іванівна        | 04.11.2010            | вища             | позапартійна           | КРУ в Чернігівській області, провідний контролер ревізор          |
| 3             | Кученок Наталія Григорівна    | 04.11.2010            | незакінчена вища | позапартійна           | Кіровська загальноосвітня школа І-ІІ ст., вчитель                 |
| 4             | Юрченко Ірина Вікторівна      | 04.11.2010            | середня          | позапартійна           | Корюківський ВПЗ-4, завідувачка                                   |
| 5             | Савицька Наталія Петрівна     | 04.11.2010            | середня          | позапартійна           | тимчасово не працює                                               |
| 6             | Лось Марія Анатоліївна        | 04.11.2010            | незакінчена вища | позапартійна           | Кіровська загальноосвітня школа І-ІІ ст., вчитель                 |
| 8             | Гузей Наталія Сергіївна       | 04.11.2010            | середня          | позапартійна           | Кіровське споживче товариство, продавець                          |
| 9             | Подковка Наталія Павлівна     | 04.11.2010            | середня          | позапартійна           | ТОВ «Нове життя», бухгалтер                                       |
| 10            | Верхуша Василь Іванович       | 04.11.2010            | незакінчена вища | позапартійний          | ТОВ «Нове життя», директор                                        |
| 11            | Ашомок Олег Васильович        | 04.11.2010            | середня          | позапартійний          | тимчасово не працює                                               |
| 12            | Кученок Фекла Архипівна       | 04.11.2010            | вища             | позапартійна           | Кіровська сільська рада, секретар виконкому                       |